# Charles Napier
Charles L. Napier (Scottsville, 12 de abril de 1936 — Bakersfield, 5 de outubro de 2011) foi um ator americano de televisão e cinema, conhecido por sua carreira prolífica, desempenhando papéis memoráveis de apoio e liderança no cinema de gênero, geralmente no papel de policial, soldado ou figura autoritária.
O ator faleceu numa quarta-feira, dia 5 de outubro de 2011.

## Filmografia
- Cherry, Harry & Raquel! (1970)
- Beyond the Valley of the Dolls (1970)
- The Seven Minutes (1971)
- Supervixens (1975)
- Handle with Care (filme) (1977)
- The Blues Brothers (1980)
- Melvin and Howard (1980)
- The Blue and the Gray (1982) (TV)
- Knight Rider (1982) (TV)
- China Lake (1983)
- Swing Shift (1984)
- In Search of a Golden Sky (1984)
- Rambo: First Blood Part II (1985)
- Instant Justice (1986)
- Something Wild (1986)
- Married to the Mob (1988)
- Hit List (1989)
- Ernest Goes to Jail (1990)
- Miami Blues (1990)
- Maniac Cop 2 (1990)
- The Grifters (1990)
- The Silence of the Lambs (1991)
- Loaded Weapon 1 (1993)
- Filadélfia (1993)
- Body Bags (1993) (TV)
- Jury Duty (1995)
- 3 Ninjas Knuckle Up (1995)
- The Cable Guy (1996)
- Steel (1997)
- Austin Powers: International Man of Mystery (1997)
- Beloved (1998)
- The Big Tease (1999)
- Austin Powers: The Spy Who Shagged Me (1999)
- Nutty Professor II: The Klumps (2000)
- Spirit: Stallion of the Cimarron (2002)
- The Manchurian Candidate (2004)
- DinoCroc (2004)
- Lords of Dogtown (2005)
- Annapolis (2006)
- One-Eyed Monster (2008)
- Murder World (2009)
- The Goods: Live Hard, Sell Hard (2009)